# 玉京淑
玉 京淑（オク・キョンスク、1965年9月15日 - ）は大韓民国の柔道選手。階級は52kg級。

## 人物
1985年の福岡国際52kg級で3位になった。1986年にマーストリヒトで開催となった世界選手権では、韓国の女子選手として初のメダルとなる銅メダルを獲得した。1988年のアジア選手権では優勝を飾った。地元で開催されたソウルオリンピック(公開競技)では5位だった。

## 主な戦績
- 1985年 - 福岡国際　3位
- 1986年 - 世界選手権　3位
- 1988年 - アジア選手権　優勝
- 1988年 - ソウルオリンピック　5位